# Svinjarevo (Kiseljak, BiH)
Svinjarevo je naseljeno mjesto u općini Kiseljak, Federacija Bosne i Hercegovine, BiH.

## Stanovništvo

### 1991.
Nacionalni sastav stanovništva 1991. godine, bio je sljedeći:
ukupno: 294
- Muslimani - 282
- Jugoslaveni - 1
- ostali, neopredijeljeni i nepoznato - 11

### 2013.
Nacionalni sastav stanovništva 2013. godine, bio je sljedeći:
ukupno: 242
- Bošnjaci - 242